# 倭鸚竺鯛
倭天竺鯛（学名：Ostorhinchus nanus）為輻鰭魚綱鉤頭魚目天竺鯛科鸚竺鯛屬的一個種。其种加词“nanus”意为“矮小的”。

## 分布
本魚分布於中西太平洋區，包括印尼、菲律賓、馬來西亞、巴布亞紐幾內亞等海域。

## 深度
水深3-20公尺。

## 特徵
本魚體延長而側扁，眼大，口大略下位。側線鱗片24枚;前背鱗片5枚，前鰓蓋骨具鋸齒狀，魚體略透明，銀灰色，體側中央有一條金褐色縱帶，頭部具數條亮縱紋，尾鰭略凹，背鰭硬棘7枚;背鰭軟條9枚;臀鰭硬棘2枚;臀鰭軟條8枚;脊椎骨24個，體長可達6公分。

## 生態
本魚棲息於具沙泥底質的珊瑚礁或岩礁區域，喜群游，白天躲藏洞穴中，夜間出來覓食。繁殖期時，雄魚具有口孵習性，卵約7日化成仔魚，由雄魚吐出，具短暫的仔魚飄浮期。

## 經濟利用
不具任何經濟價值。